# Басова, Антонина Гавриловна
Антони́на Гаври́ловна Ба́сова (1900—1998) — советский сурдопедагог, специалист по истории сурдопедагогики в СССР.

## Биография
Родилась в 1900 г. В 1919 окончила учительскую семинарию в Перми. Работала учителем в школе деревни Якупино Пермской губернии (ныне Свердловская область). Затем в Нижнем Тагиле воспитывала беспризорников.
Окончила дефектологический факультет и аспирантуру Московского государственного педагогического института им. В. И. Ленина.
С 1934 по 1938 г. инспектор Министерства просвещения РСФСР.
С 1938 г. на научно-преподавательской работе на дефектологическом факультете Московского государственного педагогического института им. В. И. Ленина. С 1964 по 1970 зав. кафедрой сурдопедагогики.
В 1969 году защитила докторскую диссертацию «История сурдопедагогики в СССР».
Умерла в Москве в 1998 году.

## Вклад в развитие отечественной сурдопедагогики
А. Г. Басова наряду с А. И. Дьячковым создатели важного раздела отечественной сурдопедагогики «История сурдопедагогики». Ей написаны фундаментальные работы по истории сурдопедагогики. Систематизированы сведения по призрению, обучению и воспитанию людей с нарушениями слуха с Древней Руси по первую половину XX века. Она раскрыла систему воспитания в училищах для глухонемых в XIX веке. Показала особенность сурдопедагогической мысли в XIX веке. Глубоко проанализировала персоналии сурдопедагогики. В её работах раскрыт вклад в сурдопедагогику Я. Т. Спешнева, И. Я. Селезнёва, А. Ф. Остроградского, И. А. Васильева, Н. Н. Лаговского, Ф. А. Рау и др. А. Г. Басова проанализировала основные вопросы и проблемы сурдопедагогики с нач. XIX по первую половину XX века. Исторические работы А. Г. Басовой носят диалогический характер. В отличие от многих работ по истории педагогики написанных в СССР которые часто носили сугубо идеологический характер и навешивали ярлыки на деятелей прошлого работы А. Г. Басовой достаточно объективны. Вклад А. Г. Басовой в развитие педагогики является значительным, поскольку благодаря ей современные сурдопедагоги могут в динамике увидеть становление подходов к обучению воспитания детей с нарушением слуха.

## Труды
- Басова А. Г. История обучения глухонемых. — М. : Учпедгиз, 1940. — 128 с. — 5000 экз.
- Басова А. Г. Очерки по истории сурдопедагогики в СССР. — М., 1965.
- Басова А. Г. История сурдопедагогики в СССР: Дис. … д-ра пед. наук / ЛГПИ им. А. И. Герцена. — Л., 1969.
- Басова А. Г., Егоров С. Ф. История сурдопедагогики: Учеб. пособие для студентов дефектол. фак. пед. ин-тов. — М., 1984.